# SWMRS
SWMRS (Anteriormente Emily´s Army) es una  banda de punk rock formada en Oakland, California en 2004 por Cole Becker y Joey Armstrong, con la adición del hermano  de Cole, Max, sólo unas cuantas semanas después. A partir de  una mezcla de sus influencias, que varían desde Beach Boys hasta Ramones, crearon su propio estilo de rock. 

## Historia
La banda añadió a Travis Neumann en 2009, quién dejó la banda en 2014 debido a diferencias de estilo. 
La banda publicó un demo y una serie de EP desde 2008 a 2010, y su primer álbum, Don´t Be a Dick, el 14 de junio de 2011. El segundo álbum, Lost at Seventeen, fue lanzado el 11 de junio de 2013.
Sebastian Mueller se unió como bajista en  2014. El tercer álbum, y el primero bajo el nombre SWMRS, fue publicado el 12 de febrero de 2016 con el título Drive North; y más tarde fue relanzado y remasterizado cuando la banda firmó con la discográfica Fueled by Ramen el 13 de octubre de 2016.